# Science-Fiction-Jahr 1920
Übersicht

◄◄ | ◄ | 1916 | 1917 | 1918 | 1919 | Science-Fiction-Jahr 1920 | 1921 | 1922 | 1923 | 1924 | ► | ►►

Weitere Ereignisse

## Neuerscheinungen Literatur
| Deutscher Titel              | Deutschsprachiges Erscheinungsjahr | Originaltitel           | Autor                               | Anmerkungen                           |
| ---------------------------- | ---------------------------------- | ----------------------- | ----------------------------------- | ------------------------------------- |
| Ausserhalb der Erde          | 1977                               | Вне Земли (Vne zemlji)  | Konstantin Eduardowitsch Ziolkowski |                                       |
| Die Reise zum Arcturus       | 1975                               | A Voyage to Arcturus    | David Lindsay                       |                                       |
| F. A. E. Ein deutscher Roman | –                                  | –                       | Paul Busson                         |                                       |
| Gas II                       | –                                  | –                       | Georg Kaiser                        | Theaterstück, Teil 3 der Gas-Trilogie |
| Wir                          | 1958                               | Мы (My)                 | Jewgeni Samjatin                    |                                       |
|                              |                                    | City of Endless Night   | Milo Hastings                       |                                       |
|                              |                                    | Le formidable événement | Maurice Leblanc                     |                                       |
|                              |                                    | The Flying Legion       | George Allan England                |                                       |
|                              |                                    | The People of the Ruins | Edward Shanks                       |                                       |

## Neuerscheinungen Filme
| Deutscher Titel            | Deutschsprachiges Erscheinungsjahr | Originaltitel           | Regie                    | Anmerkungen |
| -------------------------- | ---------------------------------- | ----------------------- | ------------------------ | --- |
| Algol – Tragödie der Macht | –                                  | –                       | Hans Werckmeister        | |
| Der Januskopf              | –                                  | –                       | Friedrich Wilhelm Murnau | wahrscheinlich wurde in diesem Werk zum ersten Mal in der Filmgeschichte die "bewegte Kamera" eingeführt und angewandt |
| Dr. Jekyll and Mr. Hyde    |                                    | Dr. Jekyll and Mr. Hyde | J. Charles Haydon        | |
| Dr. Jekyll und Mr. Hyde    |                                    | Dr. Jekyll and Mr. Hyde | John S. Robertson        | zweite Verfilmung von 1920 unter gleichem Namen                                                                        |
| Nachtgestalten             | –                                  | –                       | Richard Oswald           | Die Nachzensur belegte ihn am 16. Juli 1920 mit einem Jugendverbot (Nr. 101)                                           |

## Geboren
- William C. Anderson († 2003)
- Isaac Asimov († 1992)
- Ray Bradbury († 2012)
- Clark Darlton, Pseudonym von Walter Ernsting († 2005)
- Françoise d’Eaubonne († 2005)
- Siegfried Dietrich
- Philippe Ebly († 2014)
- Walter Ernsting († 2005)
- Nancy Freedman († 2010)
- Daniel F. Galouye († 1976)
- Marlen Haushofer († 1970)
- Frank Herbert, Verfasser des Romanzyklus Dune († 1986)
- P. D. James († 2014)
- John Mantley († 2003)
- Sam Moskowitz († 1997)
- Tilde Michels († 2012)
- Victor Norwood († 1983)
- Mykola Rudenko († 2004)
- Gerhard R. Steinhäuser († 1989)
- William Tenn, Pseudonym von Philip Klass († 2010)
- Theodore L. Thomas († 2005)
- Heinz Vieweg, SF der DDR
- Wolf Weitbrecht, SF der DDR († 1987)
- Richard Wilson († 1987)
- Georg Zauner († 1997)

## Gestorben
- William Dean Howells (* 1837)
- Hugo Pratsch (* 1854)